# Moszenki południowe
Moszenki południowe (Colutea arborescens) – gatunek krzewu z rodziny bobowatych. Nazywany jest też koluteą południową, truszczeliną południową, truszczeliną drzewiastą lub moszeńcem południowym. Rodzimy obszar jej występowania to środkowa, południowa i wschodnia Europa oraz Afryka Północna (Algieria, Maroko). W Polsce tylko jako roślina uprawna.

## Morfologia

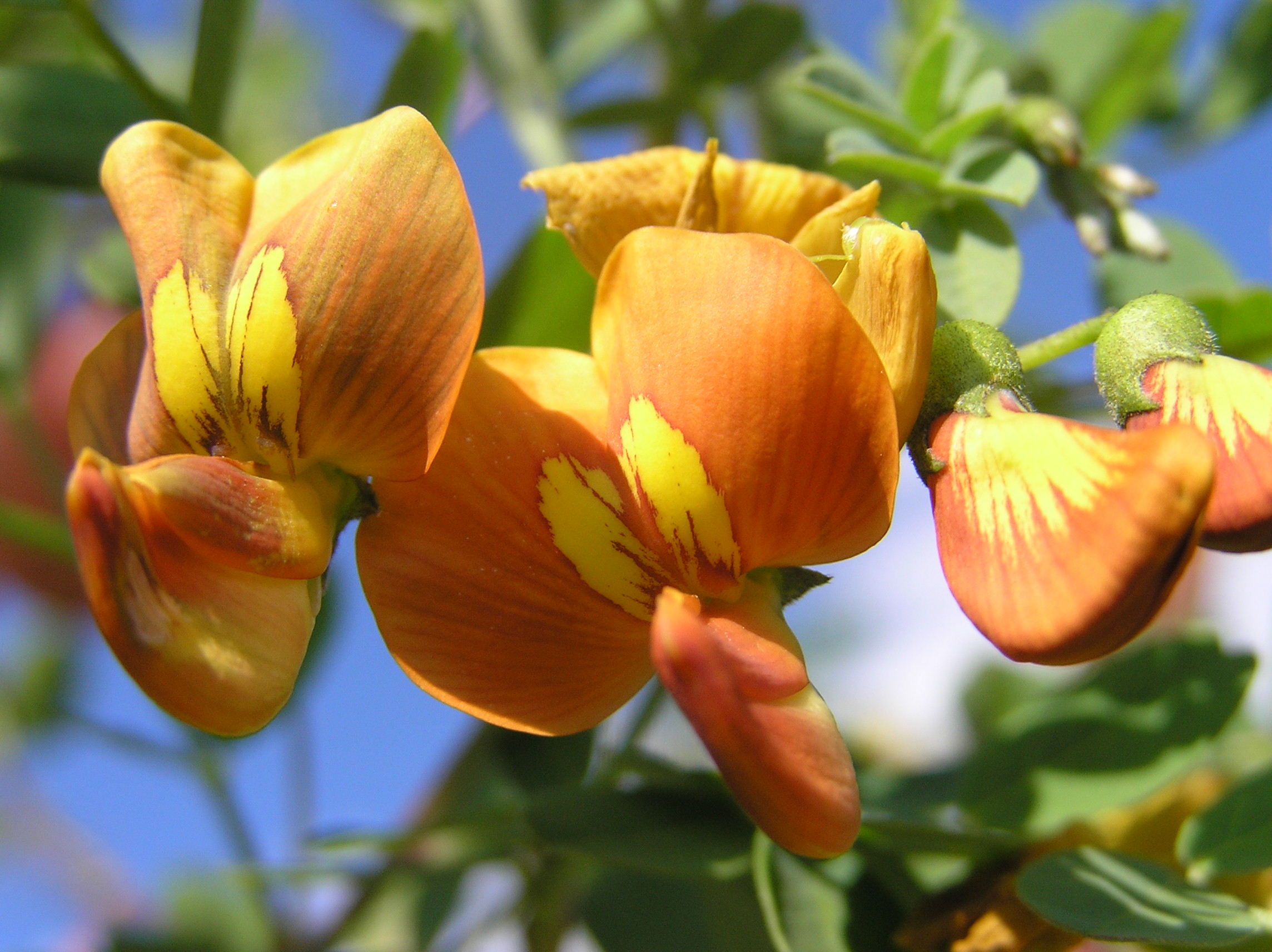
Kwiaty

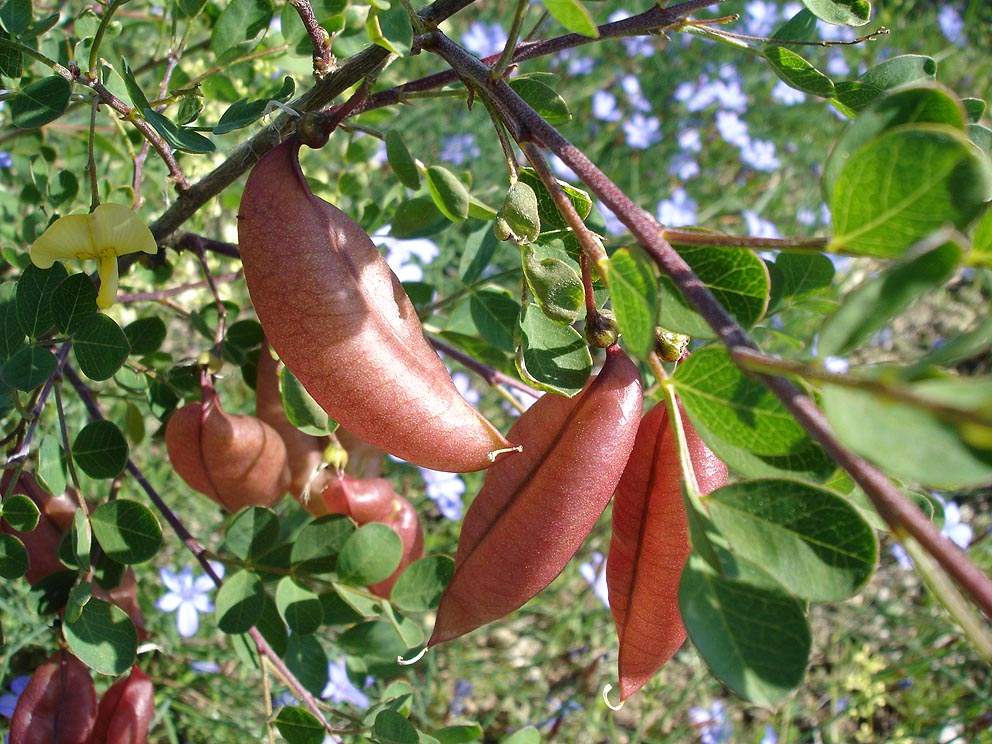
Strąki i liście

PokrójKrzew o wysokości do 5 m.
LiścieZłożone, długości do 13 cm, o 3–6 parach całobrzegich listków. Poszczególne listki o długości ok. 2,5 cm, płytko wycięte na szczycie, na spodniej stronie przylegająco owłosione. Przylistki występują tylko u nasady liścia (brak ich przy poszczególnych listkach), są trójkątne, krótkie i szerokie.
KwiatyObupłciowe, zebrane w grona po 3–8 sztuk. Kwiaty motylkowe, żółte, na żagielku ciemnobrązowa plama.
OwocDuży, błoniasty i rozdęty strąk o długości 6–8 cm.

## Biologia i ekologia
Gatunek wytrzymały na mrozy. Nanofanerofit. Charakterystyczny dla świetlistych lasów, zarośli. Preferuje suche i ciepłe tereny. Roślina jest żywicielem motyla Glaucopsyche iolas. Roślina jest lekko trująca i jej spożycie (a szczególnie nasion) może powodować biegunkę i wymioty.

## Zastosowanie
- Roślina ozdobna. Jest u nas dość często sadzona w parkach i ogródkach przydomowych. Kwitnie od maja do lipca. Można ją rozmnażać z nasion. Nie ma specjalnych wymagań co do gleby, najlepiej rośnie na glebach piaszczystych. Jako roślina motylkowa nie wymaga również nawożenia nawozami azotowymi. Najlepiej rośnie na stanowisku słonecznym. Dobrze znosi silne nawet mrozy. Jest niekłopotliwa w uprawie, nie wymaga specjalnych zabiegów.
- Roślina lecznicza. Liście tego krzewu to europejska namiastka liści senesu. Liście moszenek działają przeczyszczająco; są też podobne do liści senesowych. Dawniej były wykorzystywane w medycynie ludowej, obecnie podchodzi się ostrożniej do ich wykorzystywania, gdyż roślina jest trująca[7]. Łacińska nazwa apteczna liści moszenek to senna germanica[8].